# Стюарт Маклейн
Ендрю Стюарт Маклейн (англ. Andrew Stuart McLean), OC (19 квітня 1948 — 15 лютого 2017) — канадський радіоведучий, гуморист, автор монологів і письменник, найбільш відомий як ведучий програми The Vinyl Cafe на радіо CBC. Його часто називають «коміком-оповідачем», хоча його оповідки зачіпали як гумористичні, так і серйозні теми; він був відомий своїми художніми та документальними розповідями, в яких проявлялись порядність і гідність звичайних людей через історії, які часто підкреслювали здатність їхніх героїв, реальних чи вигаданих, зберігати порядність і гумор в екстремальних та незручних ситуаціях.

## Особисте життя
Маклейн народилася в Монреалі-Вест, старшим з трьох дітей у сім'ї австралійських іммігрантів, Ендрю Маклейна і Маргарет Ґодкін. Його інтерес до радіопрограм розвинувся в дитинстві, коли батько подарував йому радіо Motorola, щоб помогти перебути вимушену пасивність під час хвороби. Це раннє захоплення радіо збереглося в дорослому віці, сформувавши траєкторію кар'єри Маклейна в ЗМІ та журналістиці.
Маклейн здобув освіту в Коледжі Нижньої Канади та Колегіальній школі Бішопа у Квебеку. Він зізнався, що почувався аутсайдером серед інших учнів приватної школи, не будучи ані достатньо спортивним, ані достатньо розумним, щоб бути своїм. Маклейн закінчив Університет сера Джорджа Вільямса зі ступенем бакалавра в 1971 році. Після закінчення університету він працював у студентській службі коледжу Доусон і керівником кампанії Ніка Ауф дер Маура на його перших виборах до міської ради Монреаля.
Маклейн одружився з Ліндою Рід, керамісткою, у 1982 році. У них було двоє спільних дітей, Роберт і Ендрю, Маклейн також був вітчимом синові Рід від її першого шлюбу Крістоферові Тровбріджу. Пізніше Маклейн і Рід розлучилися у 2002 році.
Він також був спонсором табору YMCA Kanawana, заснувавши благодійний фонд для надання фінансової підтримки знедоленій молоді для відвідування табору і служив почесним полковником 8 ескадрильї повітряного обслуговування Збройних сил Канади на авіабазі Трентон.

## Медійна кар'єра

### Рання робота
Маклейн вперше приєднався до CBC Radio як дослідник для Cross Country Checkup у 1974 році, пізніше став документалістом для радіопрограми Sunday Morning. У 1979 році він отримав нагороду ACTRA за документальний фільм «Операція Білий лицар» про Джонстаунську різанину. Від 1981 до 1984 року він був виконавчим продюсером шоу.
Маклейн був професором журналістики в Університеті Раєрсона від 1984 до 2004 року, відтак вийшов на пенсію та став професором-емеритом. Коли він помер у 2017 році, колишні учні Маклейна згадували, як він переймався їхніми успіхами в журналістській індустрії. Репортер CTV Скотт Лайтфут зауважив: «Я двічі навчався в університеті, прослухав багато курсів, і жодного разу ніякий інший професор не дзвонив нікому на мою підтримку».
Протягом 1980-х і 1990-х років він часто брав участь у програмі «Морнінґсайд», іноді будучи її гостем, і часто створюючи для неї документальні фільми та аудіонариси про простих людей і звичайні місця. Пізніше він характеризував свою роботу в Морнінґсайді як прославлення «важливості бути неважливим» і як, зрештою, допомогу йому знайти власний письменницький голос. Ведучий Morningside Пітер Ґзовскі з теплотою згадував роботу Маклейна для програми: «На перший погляд вони здавалися несуттєвими, але насправді це були вишукано створені журналістські твори».
Зрештою Маклейн опублікував добірку своїх робіт для Morningside у своїй першій книзі «The Morningside World of Stuart McLean». Книга була канадським бестселером і фіналістом Торонтської книжкової премії 1990 року. Після успіху його першої книги видавництво Penguin Books звернулося до Маклейна з проханням написати дорожні спогади про життя в маленьких містечках Канади. Випущений у 1992 році збірник «Ласкаво просимо додому: подорожі малими містечками Канади» містив історії з семи невеликих громад і виграв премію Асоціації канадських авторів за найкращу науково-популярну книгу 1993 року.
Маклейн часто писав для програм новин CBC The Journal і The National, де він зосереджувався на історіях, що цікавлять людей, розмовляючи зі «звичайними людьми» та заглиблюючись у їхні часто смішні чи екстремальні випадки. Ці фрагменти про життя простих людей допомогли надихнути The Vinyl Cafe, яке в подібному ключі показувало життя пересічних канадців.

### Вінілове кафе
У 1994 році Маклейн запустив The Vinyl Cafe як літній радіосеріал, що містив історії про вигаданий магазин вживаних платівок. Хоча перші історії були зосереджені на різноманітній групі персонажів, випадково пов'язаних через магазин платівок Vinyl Cafe, до того часу, коли серіал став постійним, історії здебільшого стосувалися власника магазину Дейва і його родини та друзів. Після другого літнього виходу серіалу в 1995 році Маклейн опублікував «Історії з вінілового кафе», свою першу книгу з цієї серії. Шоу приєдналося до постійного розкладу регулярного сезону CBC у 1997 році.

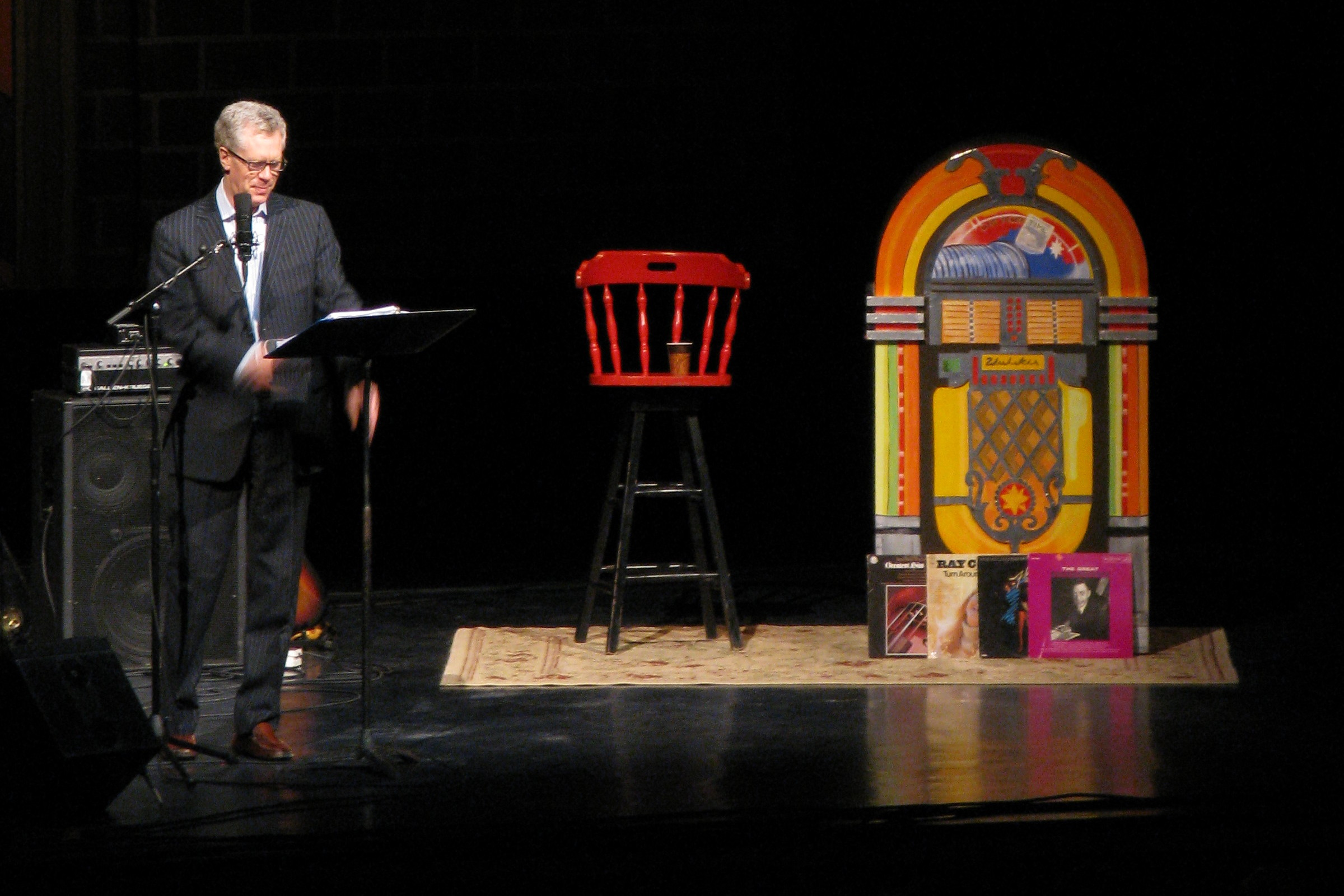
Стюарт Маклейн на сцені Centennial Concert Hall у Вінніпеґу, Манітоба

Починаючи з 1998 року, Маклейн відчитував The Vinyl Cafe, подорожуючи від одного кінотеатру до іншого по всій Канаді та Сполучених Штатах. Деякі історії повторювалися на кількох шоу — зокрема, рання історія про незграбну спробу Дейва приготувати індика на різдвяну вечерю стала однією з найвідоміших і найчастіше повторюваних історій у кар'єрі Маклейна — але Маклейн часто подавав різні варіації історій, щоб зацікавити аудиторію. Один епізод «The Vinyl Cafe» щороку також присвячувався «Arthur Awards», власній програмі нагород Маклейна, призначеній для вшанування вчинків доброти та громадської активності звичайних канадців, які інакше могли б «залишитися невідзначеними та навіть непоміченими».
Передача The Vinyl Cafe транслювалася щовихідних на CBC Radio, а пізніше як щотижневий подкаст. Книги оповідань Маклейна з The Vinyl Cafe тричі отримували Пам'ятну медаль Стівена Лікока за гумор. Було також випущено кілька альбомів його виконання історій Vinyl Cafe. У 2010-х роках у другій половині дня на CBC Radio транслювався випуск Vinyl Café Stories, який містив дві раніше випущені історії на взаємопов'язані теми.

## Лікування раку і смерть
Після того, як у листопаді 2015 року у Маклейна діагностували меланому, The Vinyl Cafe припинили гастролі та виробництво епізодів. 13 грудня 2016 року Маклейн повідомив, що йому приписали наступний курс лікування, що означало подальшу затримку у виробництві епізодів. Повтори минулих шоу припинилися в ефірі на CBC Radio One із січня 2017 року, щоб «звільнити можливість іншим поділитись їхньою роботою по радіо». Маклейн помер від раку 15 лютого 2017 року в Торонто у віці 68 років. Його архів був переданий в дар Університету Макмастера.
Через день після його смерті в лютому 2017 року Майкл Енрайт випустив на радіо CBC спеціальну програму під назвою «Канадський оповідач: данина Стюарту Маклейну» ; це було повторено наступної неділі в колишньому часовому інтервалі The Vinyl Cafe. Серія документальних передач CBC Radio The Doc Project випустила спеціальну передачу після смерті Маклейна, повторно випустивши в ефір його документальну передачу Sunday Morning 1979 року «The New Goldrush» тоді як Cross Country Checkup присвятив епізод вшанування своїй власній версії нагород Артура, запрошуючи абонентів поділитися історіями про вчинки доброти, які змінили їхнє життя. У квітні 2018 року Cross Country Checkup присвятив другий епізод питанню «Кого б ви номінували на премію Артура Стюарта Маклейна?».

## Твори

### Bibliography
- 1989 — The Morningside World of Stuart McLean[39]
- 1992 — Welcome Home: Travels in Smalltown Canada[40]
- 1995 — Stories from the Vinyl Cafe[41]
- 1996 — When We Were Young: A Collection of Canadian Stories[42]
- 1998 — Home from the Vinyl Cafe[43]
- 2001 — Vinyl Cafe Unplugged[44]
- 2003 — Vinyl Cafe Diaries[45]
- 2005 — Stories from the Vinyl Cafe 10th Anniversary Edition[46]
- 2006 — Secrets from the Vinyl Cafe[47]
- 2006 — Dave Cooks the Turkey[48]
- 2008 — When We Were Young: An Anthology of Canadian Stories[49]
- 2009 — Extreme Vinyl Café[50]
- 2010 — The Vinyl Cafe Notebooks[51]
- 2012 — Revenge of The Vinyl Cafe[52]
- 2013 — Time Now for the Vinyl Cafe Story Exchange[53]
- 2015 — Vinyl Cafe Turns the Page[54]
- 2017 — Christmas at The Vinyl Cafe[55]
- 2021 — Vinyl Cafe Celebrates[56]

### Discography
- 1997 — Christmas Concert at the Vinyl Cafe (Audio Book CD)[57]
- 1998 — Vinyl Cafe Stories[57]
- 1999 — The Vinyl Cafe on Tour[57]
- 2001 — Vinyl Cafe Odd Jobs[57]
- 2002 — Vinyl Cafe Inc. Coast to Coast Story Service[57]
- 2004 — A Story-Gram From Vinyl Cafe Inc.[58]
- 2005 — Vinyl Cafe: A Christmas Collection[59]
- 2006 — Stuart McLean's History of Canada[57]
- 2007 — An Important Message From The Vinyl Cafe[57]
- 2008 — Vinyl Cafe: Storyland[60]
- 2009 — Vinyl Cafe Planet Boy[57]
- 2010 — Vinyl Cafe: Out and About[57]
- 2011 — Vinyl Cafe: Family Pack[57]
- 2012 — Vinyl Cafe: The Christmas Pack[57]
- 2013 — Vinyl Cafe: New Stories[57]
- 2014 — Vinyl Cafe: The Auto Pack[57]
- 2015 — Vinyl Cafe: Seasons[57]
- 2016 — Vinyl Cafe: Up and Away[57]
- 2017 — Vinyl Cafe: The Unreleased Stories[61]

## Нагороди
- ACTRA Award for best radio documentary for coverage of the Jonestown Massacre (1979)
- Canadian Authors Association Best Non Fiction book for Welcome Home (1993)
- Rooke Fellowship for Excellence in Teaching, Research, and Writing: Trent University (1994–95)
- Stephen Leacock Memorial Medal for Humour, Home from the Vinyl Cafe (1999)
- Stephen Leacock Memorial Medal for Humour, Vinyl Cafe Unplugged (2001)[62]
- Canadian Authors Association Jubilee Award, Vinyl Cafe Diaries (2004)[63]
- Stephen Leacock Memorial Medal for Humour, Secrets from the Vinyl Cafe (2007)[62]
- Officer of the Order of Canada, awarded in 2011 «for his contributions to Canadian culture as a storyteller and broadcaster, as well as for his many charitable activities».[62]